# Pouillot de Moseley
Phylloscopus nigrorum
Espèce
Le Pouillot de Moseley (Phylloscopus nigrorum) est une espèce de passereaux de la famille des Phylloscopidae.

## Répartition et sous-espèces
Selon la classification de référence du Congrès ornithologique international (15.1, 2025) il se répartit en sept sous-espèces (ordre phylogénique) :
- P. n. peterseni Salomonsen, 1962 — forêts pluviales de Palawan ;
- P. n. benguetensis Ripley & Rabor, 1958 — nord de Luçon ;
- P. n. nigrorum (Moseley, 1891) — sud de Luçon, Mindoro, Negros et Panay ;
- P. n. diutae  — monts Diuata ;
- P. n. mindanensis (Hartert, 1903) — monts Apo et Mayo ;
- P. n. malindangensis (Mearns, 1909) — mont Malindang (en) ;
- P. n. flavostriatus Salomonsen, 1953 — mont Kitanglad (en).